# 흰 치즈
흰 치즈(-cheese)는 세계 여러 지역에서 다양한 흰색 치즈를 일컫는 말이다. 현대에 "흰 치즈"라 하면 대개 서아시아 및 발칸 지역에서 널리 생산하는 레닛 응고 염지 치즈를 가리킨다.

## 이름
- 그리스어: λευκό τυρί, 레프코 티리 – 페타를 제외한 흰 염지 치즈
- 독일어: Weißkäse, 바이스케제 – 염지 치즈, 크바르크
- 루마니아어: brânză albă, 브른저 알버 – 카슈, 텔레메아
- 마케도니아어: бело сирење, 벨로 시레네
- 불가리아어: бяло сирене, 뱔로 시레네
- 세르보크로아트어: бели сир, bijeli sir, 벨리 시르
- 스페인어: queso blanco, 케소 블랑코 – 야네로 치즈, 오아하카 치즈, 파넬라 치즈, 코스테뇨 치즈, 쿠아하다 치즈, 케소 데 마노
- 슬로베니아어: beli sir, 벨리 시르
- 아랍어: جبنة بيضاء, 주브나 바이다 – 나블루스 치즈, 아랍 치즈, 악카 치즈
  - 이집트 아랍어: جبنه دمياطى, 게브나 베다
- 이탈리아어: formaggio bianco, 포르마조 비안코 – 리코타, 모차렐라
- 타갈로그어: kesong puti, 케송 푸티
- 튀르키예어: beyaz peynir, 베야즈 페이니르
- 포르투갈어: queijo branco, 케이주 브랑쿠 – 미나스 치즈
- 프랑스어: fromage blanc, 프로마주 블랑
- 히브리어: גבינה לבנה, 그비나 르바나

## 같이 보기
- 마누리
- 마스카르포네
- 미지트라
- 아시아고
- 파니르
- 할루미